# Pietro Bettelini
Pietro Bettelini (født 6. september 1763, død 27. september 1828) var en italiensk kobberstikker.
Bettelini var elev af Gaetano Gandolfi i Bologna og Francesco Bartolozzi i London, senere under indflydelse af Raffaello Morghen. Af hans arbejder må nævnes: Sovende nymfe (efter Giovanni Battista Cipriani), Bodfærdig Magdalena (efter Bartolomeo Schedoni), Madonna col divoto (efter Correggio) og Hyrdernes tilbedelse (efter Adriaen van der Werff). Et par blade samt tre Thorvaldsenske apostle, dedicerede Christian VIII, findes i samlingen i København.